# دابید ده لا کروس
دابید ده لا کروس (اسپانیایی: David de la Cruz‎؛ زادهٔ ۶ مهٔ ۱۹۸۹) دوچرخه‌سوار اهل اسپانیا است.
از باشگاه‌هایی که در آن رکاب زده‌است می‌توان به تیم کوئیک‌استپ فلورز، بورا–هانسگروهه، کاخا رورال-سگوروس رخا، و تیم اسکای اشاره کرد.